# Superpuchar Hiszpanii w piłce nożnej (2024)
Superpuchar Hiszpanii w Piłce Nożnej 2024 (hiszp. Supercopa de España) – 40. edycja turnieju piłkarskiego o Superpuchar Hiszpanii. W rozgrywkach, które odbywały się w dniach 10-14 stycznia 2024 brały udział kolejno: FC Barcelona jako mistrz Hiszpanii, Real Madryt jako wicemistrz Hiszpanii i zdobywca Pucharu Króla, Osasuna jako finalista krajowego pucharu, oraz Atletico Madryt (trzecie miejsce w lidze).

## Zespoły zakwalifikowane
| Zespół                | Strefa | Zakwalifikowany jako                                     |
| --------------------- | ------ | -------------------------------------------------------- |
| Grające od półfinałów |        |                                                          |
| FC Barcelona          | UEFA   | Zwycięzca Primera División 2022/2023                     |
| Real Madryt           | UEFA   | Zwycięzca Pucharu Króla 2022/2023 i wicemistrz Hiszpanii |
| Osasuna               | UEFA   | Finalista Pucharu Króla 2022/2023                        |
| Atlético Madryt       | UEFA   | Trzecie miejsce w Primera División 2022/2023             |

## Stadion
Wszystkie mecze turnieju zostały rozegrane na Al-Awwal Park w Rijadzie.
| Rijad             |
| ----------------- |
| Al-Awwal Park     |
| Pojemność: 25,000 |
|                   |
| Rijad             |

## Sędziowie
| Konfederacja | Sędzia                | Sędziowane mecze                           |
| ------------ | --------------------- | ------------------------------------------ |
| UEFA         | Javier Alberola Rojas | Real Madryt 5:3 Atlético Madryt (półfinał) |
| UEFA         | Alejandro Muñiz Ruiz  | FC Barcelona 2:0 Osasuna (półfinał)        |
| UEFA         | Juan Martínez Munuera | Real Madryt 4:1 FC Barcelona (finał)       |

## Mecze
|  |                 |                 |              |              |   |             |             |       |
|  | Półfinały       | Półfinały       | Półfinały    |              |   | Finał       | Finał       | Finał |
|  | Półfinały       | Półfinały       | Półfinały    |              |   | Finał       | Finał       | Finał |
|  |                 |                 |              |              |   |             |             |       |
|  |                 |                 |              |              |   |             |             |       |
|  | Real Madryt     | Real Madryt     | 5            |              |   |             |             |       |
|  | Real Madryt     | Real Madryt     | 5            |              |   |             |             |       |
|  | Atlético Madryt | Atlético Madryt | 3            |              |   |             |             |       |
|  | Atlético Madryt | Atlético Madryt | 3            |              |   | Real Madryt | Real Madryt | 4     |
|  |                 |                 |              |              |   | Real Madryt | Real Madryt | 4     |
|  |                 |                 | FC Barcelona | FC Barcelona | 1 |             |             |       |
|  | FC Barcelona    | FC Barcelona    | FC Barcelona | FC Barcelona | 1 | 2           |             |       |
|  | FC Barcelona    | FC Barcelona    |              |              |   |             |             |       |
|  | Osasuna         | Osasuna         | 0            |              |   |             |             |       |
|  | Osasuna         | Osasuna         | 0            |              |   |             |             |       |
|  |                 |                 |              |              |   |             |             |       |

### Półfinały
| 10 stycznia 2024 20:00 CET | Real Madryt · Rüdiger 20' · Mendy 29' · Carvajal 85' · Joselu 116' · Díaz 120+2' | 5:3 (dogr.)(2:2)Raport | Atlético Madryt · 6' Hermoso · 37' Griezmann · 78' (sam.) Rüdiger | Al-Awwal Park, Rijad Widzów: 23 982 Sędzia: Javier Alberola Rojas |
|                            |                                                                                  |                        |                                                                   |                                                                   |

| 11 stycznia 2024 20:00 CET | FC Barcelona · Lewandowski 59' · Yamal 90+3' | 2:0(0:0)Raport | Osasuna | Al-Awwal Park, Rijad Widzów: 23 932 Sędzia: Alejandro Muñiz Ruiz |
|                            |                                              |                |         |                                                                  |

### Finał
| 14 stycznia 2024 20:00 CET | Real Madryt · Vinícius Júnior 7', 10', 39' (k.) · Rodrygo 64' | 4:1(3:1)Raport | FC Barcelona · 33' Lewandowski | Al-Awwal Park, Rijad Widzów: 23 977 Sędzia: Juan Martínez Munuera |
|                            |                                                               |                |                                |                                                                   |

## Strzelcy

### 3 gole
- Vinícius Júnior (Real Madryt)

### 2 gole
- Robert Lewandowski (FC Barcelona)

### 1 gol
- Rodrygo (Real Madryt)
- Antoine Griezmann (Atlético Madryt)
- Ferland Mendy (Real Madryt)
- Dani Carvajal (Real Madryt)
- Brahim Díaz (Real Madryt)
- Mario Hermoso (Atlético Madryt)
- Joselu (Real Madryt)
- Lamine Yamal (FC Barcelona)
- Antonio Rüdiger (Real Madryt)

### Gole samobójcze
- Antonio Rüdiger (Real Madryt) - dla Atlético Madryt

## Piłkarz meczu
| Mecz | Zawodnik        | Drużyna      | Przeciwnik      | Źródło |
| ---- | --------------- | ------------ | --------------- | ------ |
| 1.   | Dani Carvajal   | Real Madryt  | Atlético Madryt | [ 2 ]  |
| 2.   | Frenkie de Jong | FC Barcelona | Osasuna         | [ 3 ]  |
| 3.   | Vinícius Júnior | Real Madryt  | FC Barcelona    | [ 4 ]  |